# 三出翠雀花
三出翠雀花（学名：Delphinium biternatum）为毛茛科翠雀属的植物。分布在俄罗斯、伊朗以及中国大陆的新疆等地，生长于海拔1,800米的地区，多生长在生山坡上，目前尚未由人工引种栽培。